# Estaca punji

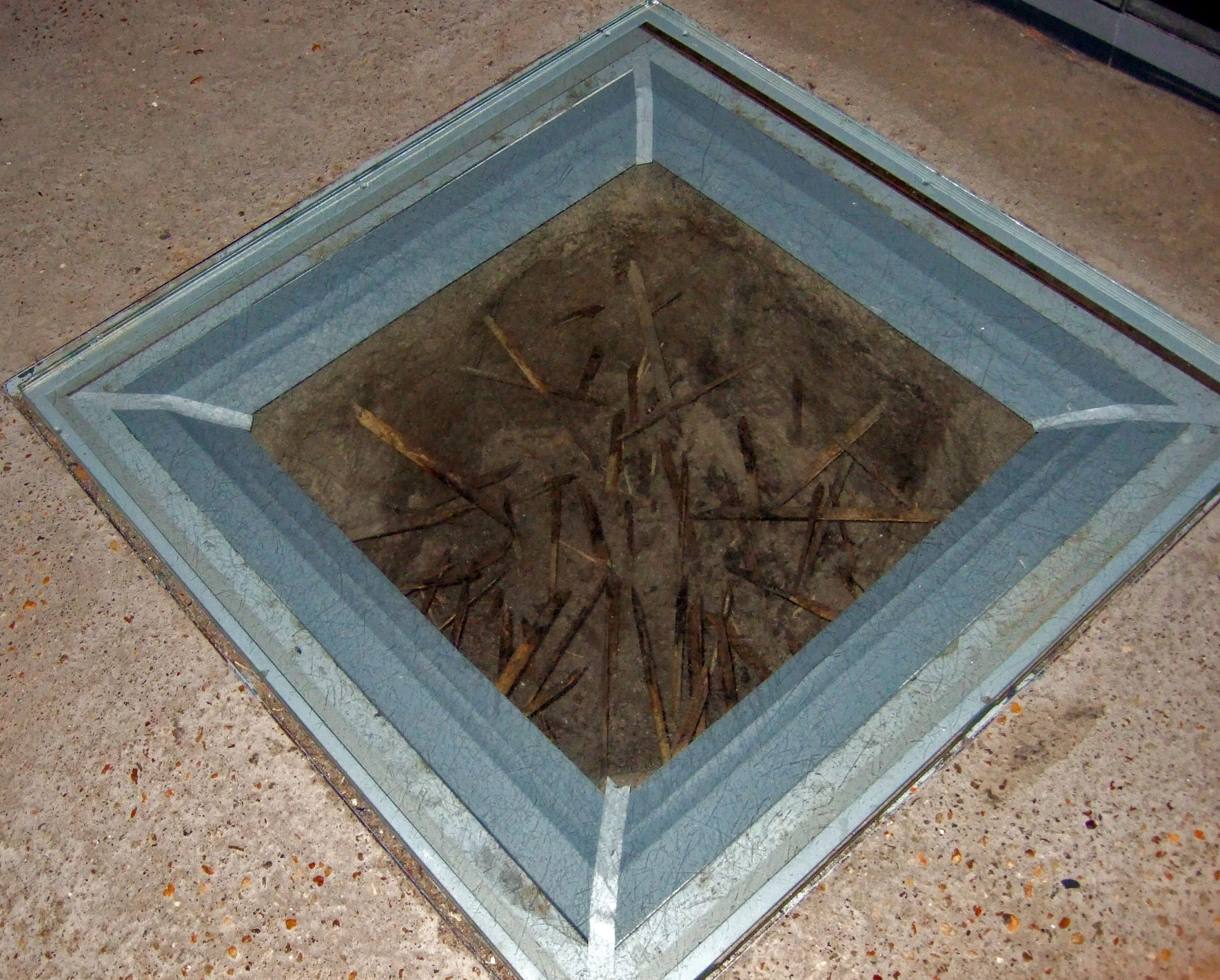
Armadilha com estacas punji em exposição no Museu dos Marines dos EUA.

Uma estaca punji ou bastão punji é um tipo de armadilha antipessoal, de origem asiática. Consiste numa simples estaca afiada feita de bambu ou de madeira espetada verticalmente no solo. As estacas punji são, normalmente, usadas em grande número. A designação "estaca punji" vem provavelmente de uma língua tibeto-birmanesa e é usada desde o século XIX, altura em que os europeus tomaram contacto com a sua utilização na Índia
As estacas punji seriam empregues em zonas de provável atravessamento de tropas inimigas. A presença de estacas punji seria camuflada com terra, plantações, relva, mato ou materiais semelhantes. Frequentemente, são incorporadas em vários tipos de armadilhas, como por exemplo covas onde um homem poderia cair - muito semelhantes a covas de lobo. Para adicionar o risco de uma infeção sobre a vítima ao risco de ferimento, as pontas das estacas punji podem ser cobertas com fezes humanas ou outros agentes infeciosos.
Uma cova poderá ser feita com estacas punji colocadas nos lados, apontando para baixo. Neste caso, um soldado que caísse na cova, muito dificilmente poderia sair dela sem se ferir. Por outro lado, o trabalho de retirar um soldado da cova sem o ferir seria muito cuidadoso e demorado, levando à imobilização das tropas.
As estacas punji podem ser empregues no âmbito da preparação de uma emboscada. Neste caso, seriam colocadas em locais onde era espectável que os soldados inimigos se deitassem no solo a fim de se abrigarem dos tiros das forças emboscadas.
O ponto de penetração da estaca punji, normalmente, é o pé ou a parte inferior da perna da vítima. O objetivo da estaca punji não é necessariamente o da morte da vítima, mas apenas o seu ferimento e a consequente demora, ação psicológica e peso logístico que a sua evacuação e tratamento irá causar à sua força militar.
As estacas punji foram frequentemente usadas na Guerra do Vietname pelos Vietcongues contra as forças norte-americanas, muitas vezes complementando barreiras de arame farpado.